# Stadion Miejski (Chorzów)
Das Stadion Miejski (deutsch Städtisches Stadion) ist ein Fußballstadion mit Leichtathletikanlage in der polnischen Stadt Chorzów (deutsch Königshütte O.S.). Es bietet gegenwärtig 10.000 Zuschauern Sitzplätze und ist seit der Eröffnung am 29. September 1935 die Spielstätte des Erstligisten Ruch Chorzów. Der Eigentümer ist die Stadt Chorzów.

## Geschichte
Ruch Wielkie Hajduki (seit 1939: Ruch Chorzów) war Gründungsmitglied der Ekstraklasa im Jahr 1927, jedoch wurde das bis dato heimische Stadion Na Kalinie vom Polnischen Fußballverband nicht für den Spielbetrieb zugelassen. Daher musste Ruch Wielkie Hajduki (Bismarckhütte) nach Kattowitz und Königshütte O.S. ausweichen. Mit der ersten Meisterschaft 1933 reifte auch die Idee, ein modernes Stadion erbauen zu wollen. Im Dezember 1933 gab der Gemeinderat den Bau eines neuen Stadions bekannt. Am 1. Juli 1934 wurde mit der Errichtung begonnen. Das Städtische Stadion wurde in Rekordzeit fertiggestellt und am 29. September 1935 mit einem Spiel zwischen Ruch Wielkie Hajduki und Warta Posen (1:1) eröffnet. Es hatte eine Kapazität von 40.000 Zuschauern und war zu dem Zeitpunkt das modernste Stadion in Polen. Nur ein halbes Jahr später wurde der Bau der Überdachung der Haupttribüne durch eine US-amerikanische Firma abgeschlossen. Es war die erste Überdachung auf der Welt, die keine tragenden Stützbalken benötigte und somit nicht das Sichtfeld der Zuschauer begrenzte.
Während des Zweiten Weltkriegs wurde das Stadion beschädigt und musste renoviert werden. Dabei wurde die damalige Kapazität von nur noch 16.000 auf 20.000 Zuschauer erhöht. Das erste Ligaspiel nach dem Krieg fand im Jahr 1948 statt. Ruch Chorzów schlug Garbarnia Krakau 1:0.
Am 21. August 1958 fand in dem Stadion das Spiel Ruch Chorzów gegen Polonia Bytom vor einer Rekordkulisse von 55.000 Zuschauern statt.
Im Jahr 1961 wurde das Stadion bei einer Generalüberholung aufwendig renoviert. Die Kapazität erhöhte sich auf 41.000 Zuschauer und auch das Spielfeld wurde neu angelegt. Ein weiterer wichtiger Bauabschnitt wurde mit der Errichtung einer Flutlichtanlage im April 1968 begonnen und dank tatkräftiger Unterstützung durch Vereinsfans schon im September 1968 abgeschlossen.
In den nächsten Jahren wurde das Stadion nicht noch einmal renoviert. Während des Spiels Ruch Chorzów gegen Widzew Łódź im Jahr 1993 bekam der Klubsekretär durch einen Anruf die Information, dass auf dem Stadiongelände eine Bombe sei. Obwohl sich die Information als falsch herausstellte, wurden bei der Durchsuchung viele Sicherheitsmängel entdeckt, die durch eine weitere Renovierung behoben werden mussten. Das Ergebnis waren die ersten Sitzplätze, die auf der Haupttribüne installiert wurden. Das alternde Stadion zerfiel in den folgenden Jahren immer mehr und es wurde viel über einen kompletten Umbau des Stadions diskutiert. Jedoch scheiterte dies schon in der Planungsphase und die Kapazität des Stadions ging immer weiter zurück.
Im Jahr 2002 waren wieder große Renovierungsarbeiten fällig. Die Sitzplatzkapazität wurde auf 1.700 Plätze aufgestockt und ein neuer Eingangsbereich wurde geschaffen. Außerdem wurden schrittweise die Zäune zwischen Spielfeld und Tribüne verkürzt.
Nach blutigen Auseinandersetzungen im Stadion im Jahr 2004 wurde man zu weiteren Renovierungsarbeiten gezwungen. Die Zahl der Sitzplätze wurde dabei auf 7.500 erhöht. Im Jahr 2009 wurde das Spielfeld außerdem mit einer Rasenheizung ausgestattet.
Im Jahr 2010 entschied man sich für einen Wiederaufbau des Stadions ab dem Jahr 2012. Die neue Anlage soll in Etappen gebaut werden. Am Ende soll das Stadion 18.000 Zuschauer fassen und Kategorie 3 des UEFA-Stadioninfrastruktur-Reglements erfüllen. Dabei soll die Tribüne so nah wie möglich am Spielfeld sein, weshalb die maximal zulässige Neigung ausgenutzt werden soll.
Eine Besonderheit im Stadion ist eine antike Uhr des Schweizer Uhrenherstellers Omega, die im Jahr 1939 im Stadion installiert wurde und heute noch läuft.

## Neubaupläne
Es bestehen Pläne für ein neues städtisches Stadion. 2013 wurde der Entwurf von GMT Mysłowice für den Bau ausgewählt. Der Stadtrat genehmigte im Januar 2015 finanzielle Mittel für Vorarbeiten. Ein Beginn der Erdarbeiten ist für Ende 2015 bis Anfang 2016 anvisiert, dann könnte die neue Spielstätte zwischen 2018 und 2020 fertiggestellt werden. Der Bau für geplante 96 Millionen zł soll 12.000 Plätze bieten und die Möglichkeit einer Erweiterung auf 16.000 Plätze vorsehen.

## Galerie

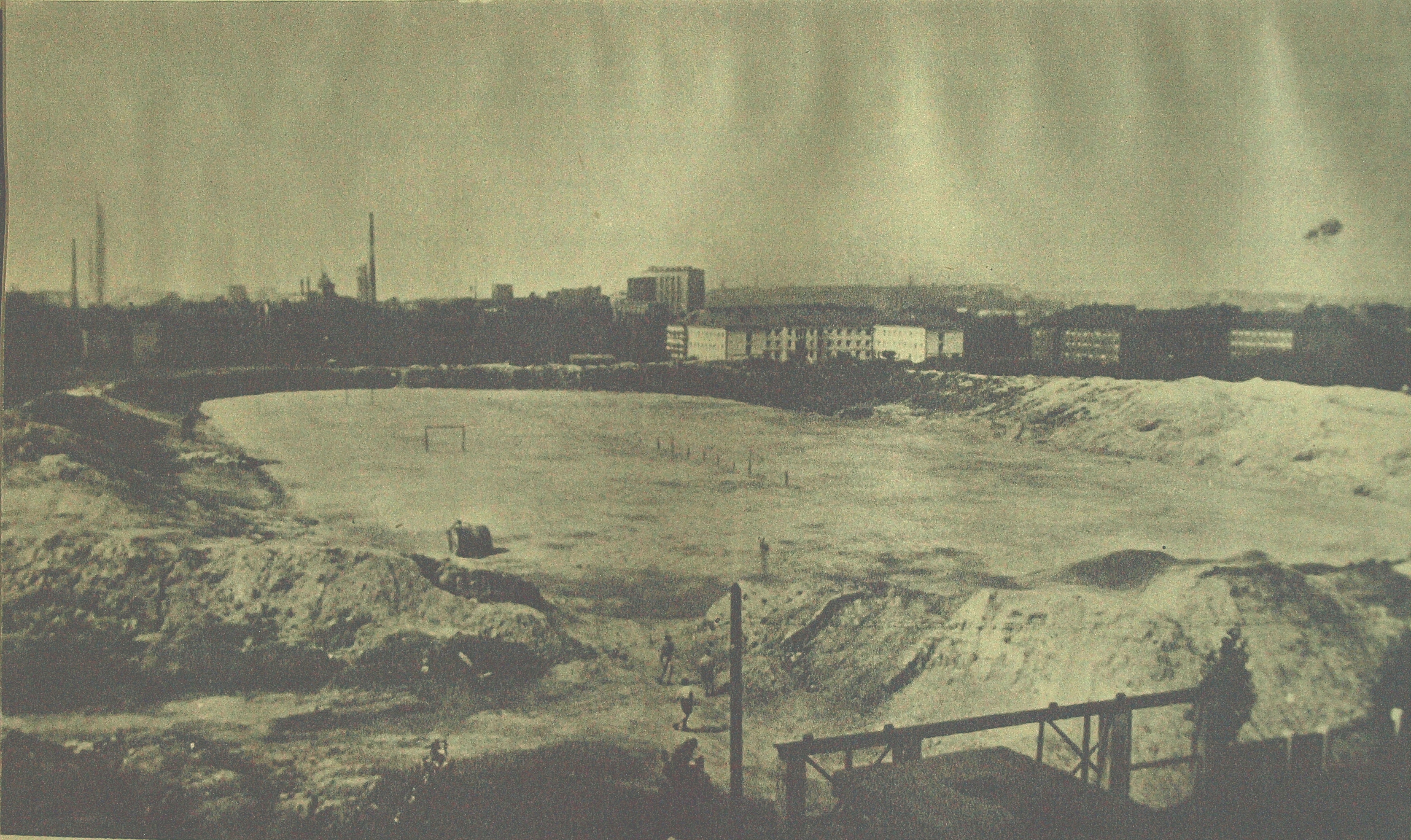
Bau des Stadions
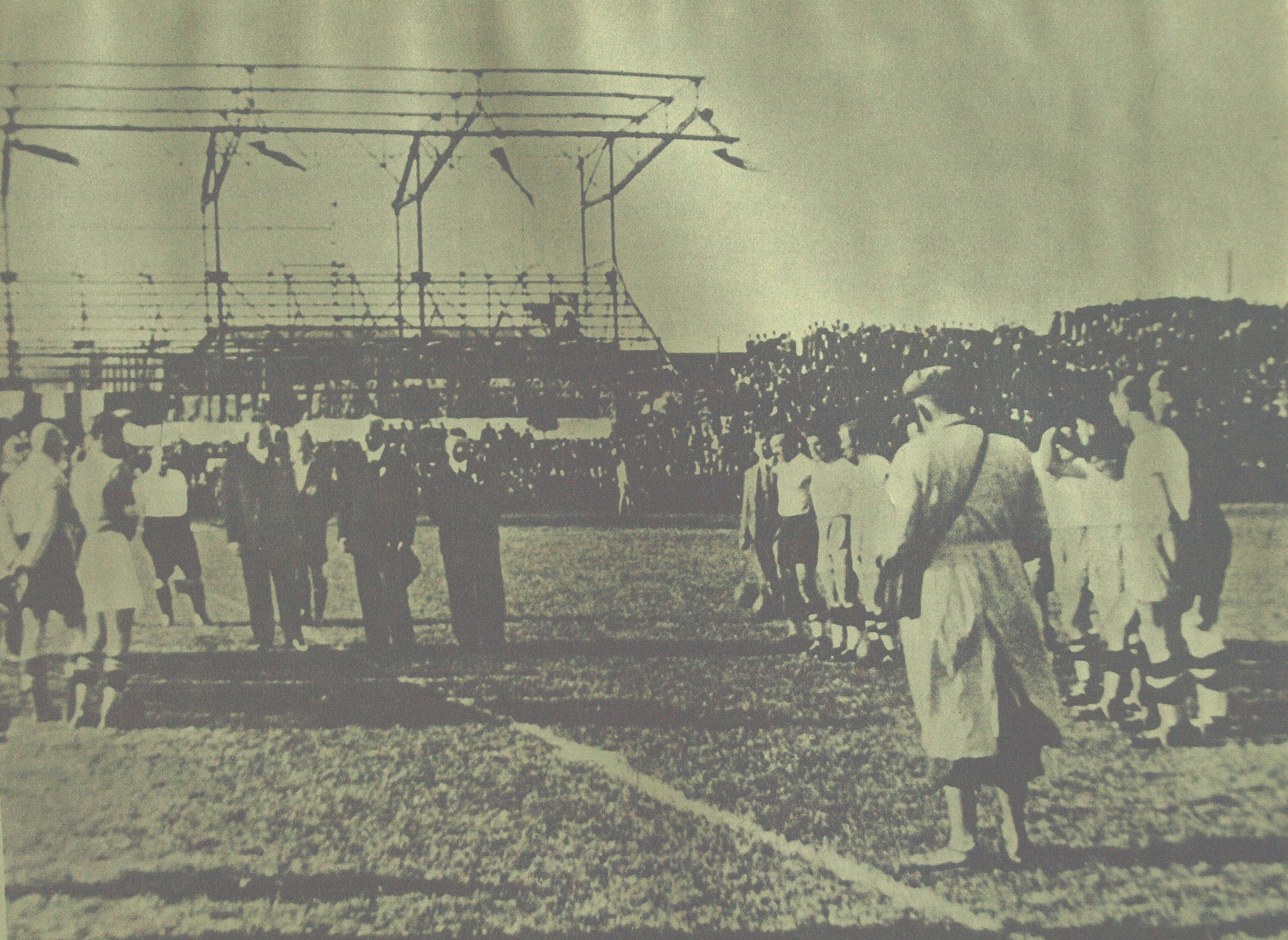
Bau der überdachten Tribüne
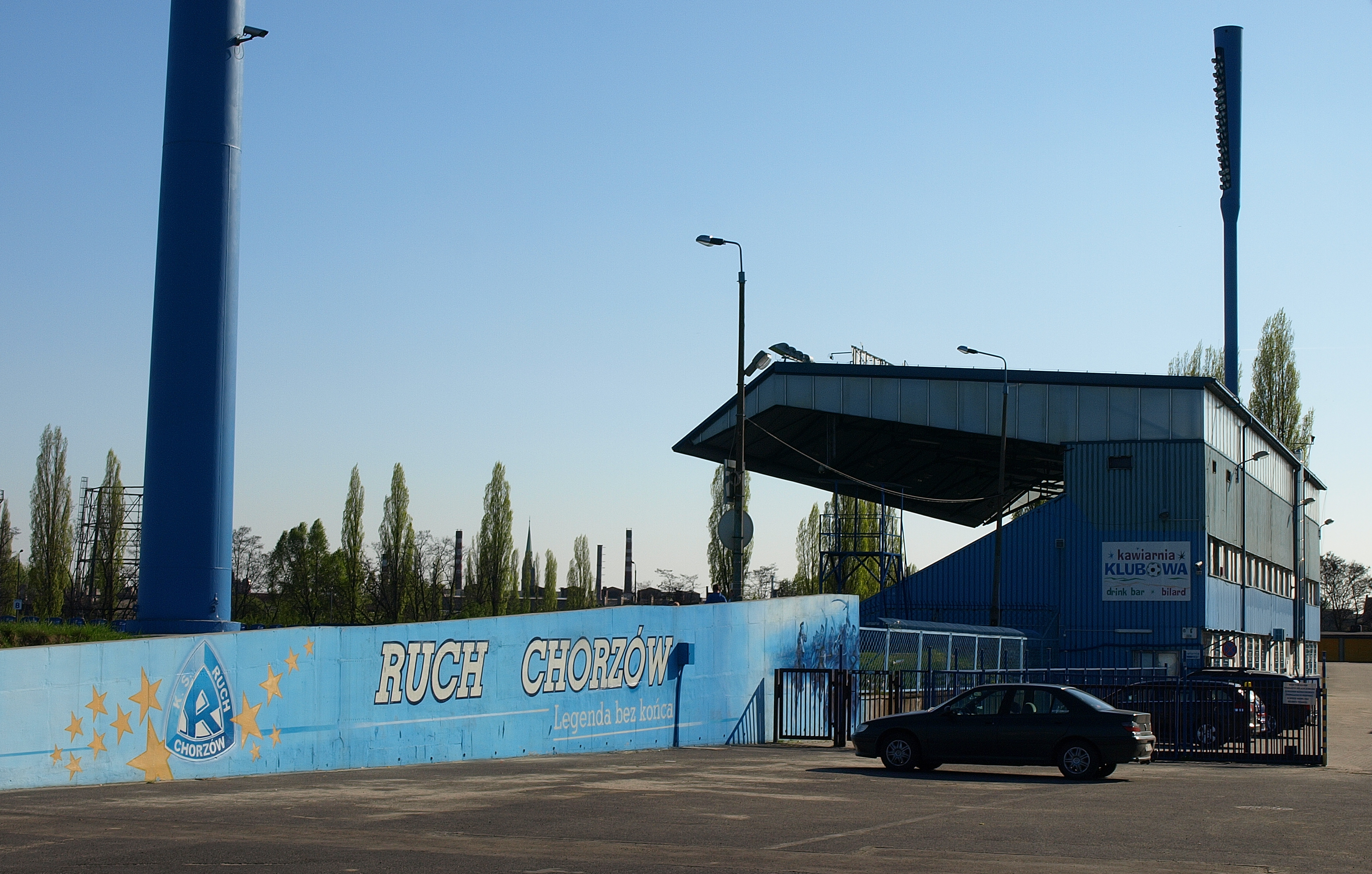
Die überdachte Tribüne heute mit einem Graffito
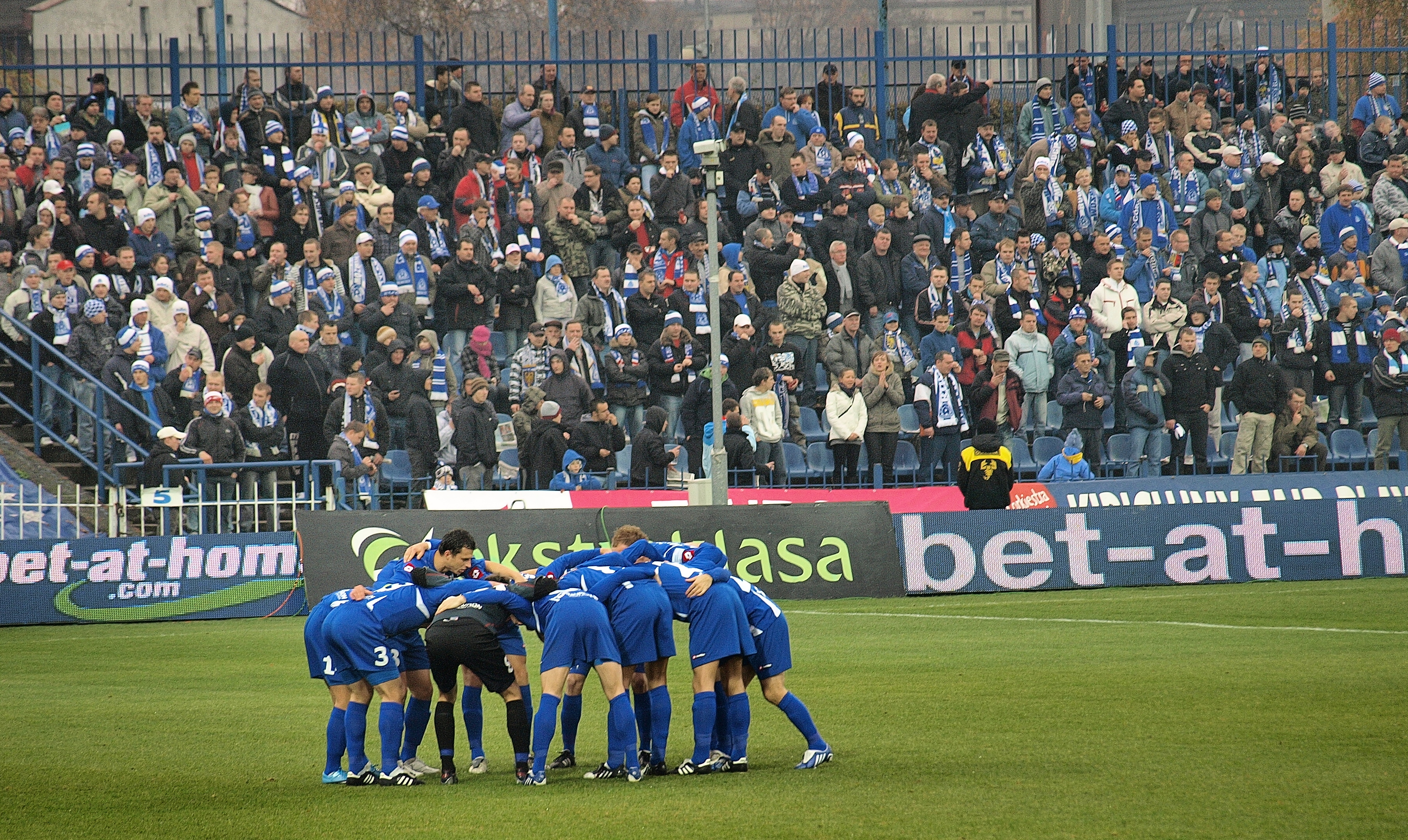
Eine Stadiontribüne
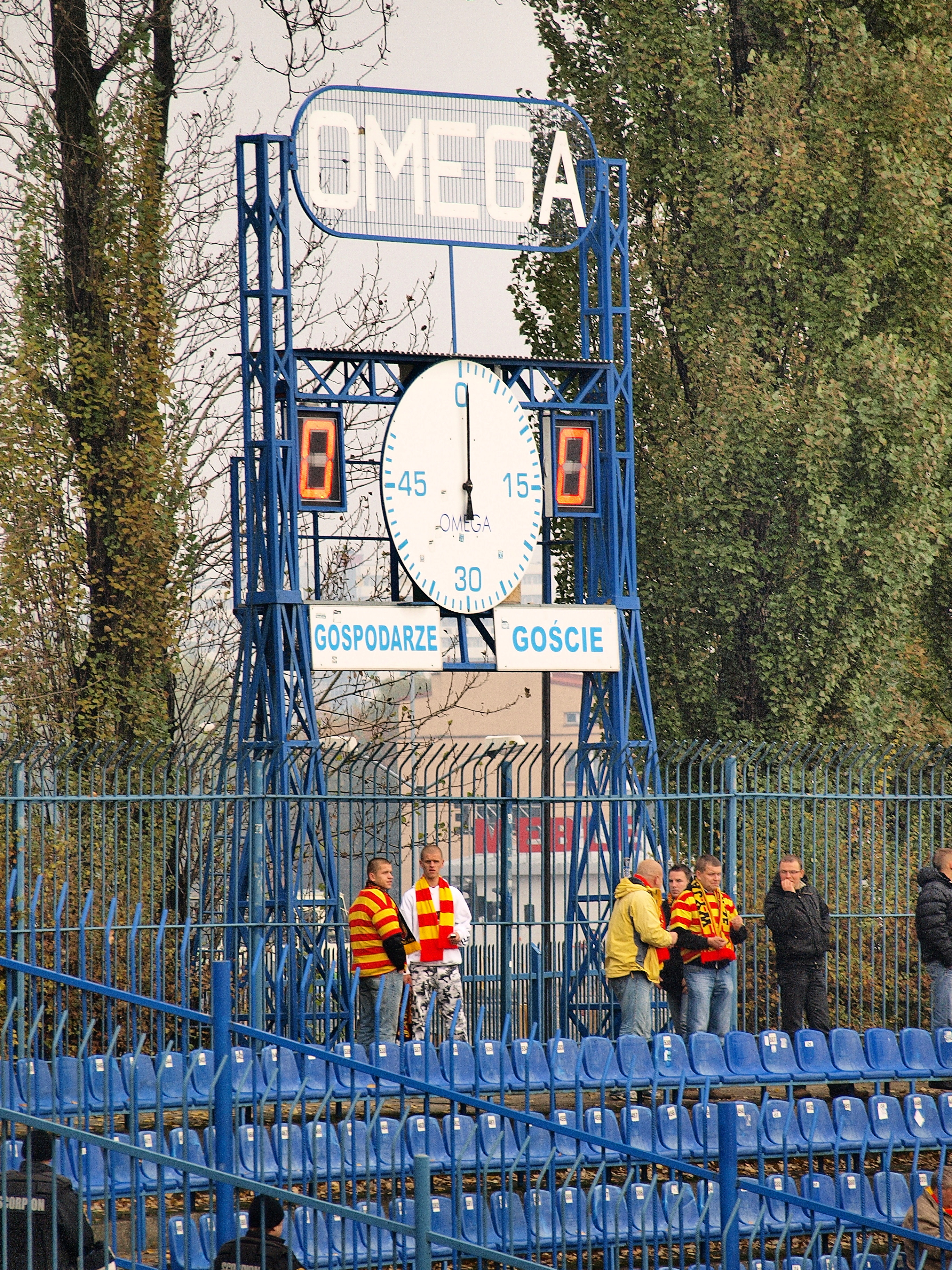
Antike Stadionuhr von Omega